# Туде, Расмус

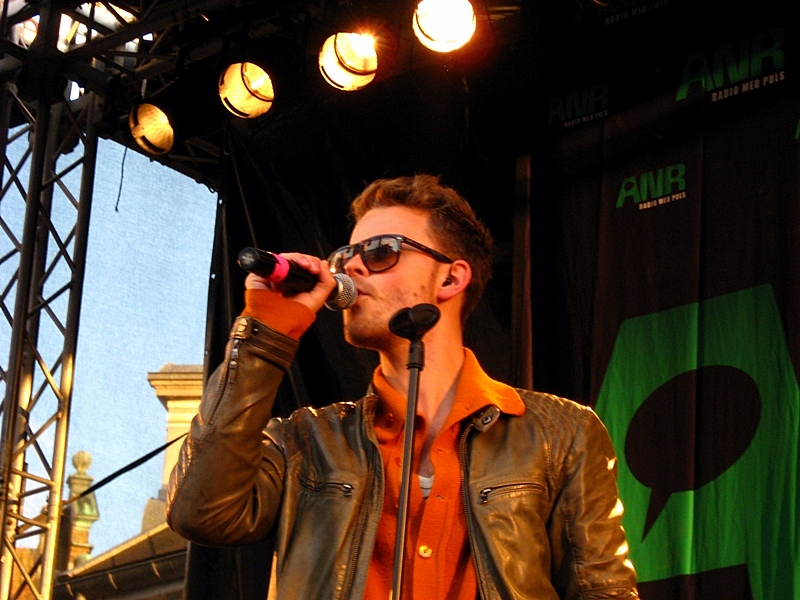
Расмус Туде в 2011

Расмус Туде (дат. Rasmus Thude; род. 26 марта 1989 года, Орхус, Дания) — датский певец, поэт-песенник, в 2010 году он участвовал в детском X Factor. В январе 2011 года сингл «LLL» сделал его известным по всему миру. Когда песня была переименована в «Take You Down», поклонники решили, что вышла новая песня. В 2014 году Расмус поступил в DTU (Датский технический университет), в нём он изучал технологию инноваций. В 2015 году он основал проект «Ta ’dey», в настоящее время работает в должности генерального директора.

## Биография
В 2011 году Расмус подписал контракт с лейблом Instant Major Management, в том же году он записался на второй лейбл Sony Music Denmark. В марте 2012 года Туде получил награду «Big in 2012» от датского журнала GAFFA. Он выпустил свой дебютный мини-альбом «EP Seks hjerten» в ноябре 2012 на Sony Music. В июне 2011 он выпустил первый сингл с названием «Til Månen & Tibage», который достиг 16-го места в детском чарте синглов. Его втрой сингл «Gider dig ikke mer», попал в десятку на датском Single Chart. Сингл получил платиновый статус, копий было продано около 1,8 миллинонов. Третий сингл «Fest med de bedst» совместно с Niklas, он получил золотую сертификацию за 900000 тысяч продаж.

## Дискография

### EP
- Seks hjerter (2012)

### Синглы
| Год                                                      | Название                                 | Позиции    | Позиции         | Сертификации           | Альбом       |
| Год                                                      | Название                                 | Скачивания | Текущая позиция | Сертификации           | Альбом       |
| -------------------------------------------------------- | ---------------------------------------- | ---------- | --------------- | ---------------------- | ------------ |
| 2011                                                     | «Til månen & tilbage»                    | 16         | —               |                        | Seks hjerter |
| 2012                                                     | «Gider dig ikke mer'»                    | 19         | 8               | - Platinum (streaming) | Seks hjerter |
| 2012                                                     | «Fest med de bedst» (Совместно с Niklas) | —          | —               | - Gold (streaming)     | Seks hjerter |
| 2013                                                     | «Elsk mig igen»                          | —          | —               |                        | Seks hjerter |
| «—» marks a release that has not achieved chart success. |                                          |            |                 |                        |              |

- «Til månen & tilbage» also appeared in a remix version with Young and James Kayn.

## Альбомы
| Год  | Назвпние                                       | Альбом              |
| ---- | ---------------------------------------------- | ------------------- |
| 2012 | «Natteblind» (Joey Moe featuring Rasmus Thude) | Midnat              |
| 2013 | «Ivrig» (Young featuring Rasmus Thude)         | Picasso med en afro |
| 2013 | «10 shots» (#Hype featuring Rasmus Thude)      | Single release      |